# هانا مور
هانا مور (بالإنجليزية: Hannah More) (2 فبراير 1745 - 7 سبتمبر 1833) كاتبة دينية إنجليزية ومحسنة ، تم تذكرها كشاعرة وكاتبة مسرحية في دائرة جونسون ورينولدز وغاريك ، كاتبة في مواضيع أخلاقية ودينية ، وكمحسنة عملية. ولدت في بريستول ، درست في مدرسة أنشأها والدها وبدأت في كتابة المسرحيات. أصبحت تعمل مع نخبة لندن الأدبية كعضو رائد في سيدة مثقفة. أصبحت مسرحياتها وشِعرها أكثر إنجيليّة وانضمّت إلى مجموعة حملة ضدّ تجارة الرقيق. في سبعينيات القرن التاسع عشر ، كتبت العديد من مسجلات التخزين الرخيصة حول مواضيع أخلاقية ودينية وسياسية ، لتوزيعها على الفقراء المتعلمين. في هذه الأثناء ، قامت بزيادة العمل الخيري في منطقة منديب ، بتشجيع من ويليام ويلبرفورس.

## بداية حياتها
ولد هانا مور عام 1745 في فيشبوندز في أبرشية ستابلتون ، بالقرب من بريستول ، وهو الرابع من بين خمس بنات يعقوب مور (1700-1783) ،  وهو مدير مدرسة أصلاً من هارليستون ، نورفولك. كان من عائلة مشيخية قوية في نورفولك ، لكنه أصبح عضوًا في كنيسة إنجلترا ، وكان يهدف أصلاً إلى ممارسة مهنة في الكنيسة ، ولكن بعد خيبة الأمل من فقدان دعوى قضائية على ملكية كان يأمل في أن يرثها ، انتقل إلى بريستول ، حيث أصبح ضابط ضرائب وتم تعيينه بعد ذلك مدرسًا في مدرسة Fishponds المجانية.

## روابط خارجية
- هانا مور على موقع الموسوعة البريطانية (الإنجليزية)
- هانا مور على موقع ميوزك برينز (الإنجليزية)